# Václav Teplý
P. Ing. Václav Teplý, SDB (18. prosince 1928 Horní Roveň – 27. prosince 2016 Brandýs nad Labem) byl český katolický kněz, salesián a disident.

## Život

### Studium
Narodil se v selské rodině. Měl tři bratry. Jeho rodiče měli statek. Po únoru 1948 byl svědkem kolektivizace otcova statku, který byl převeden do JZD. Do obecné a měšťanské školy chodil v Rovni a v Hradci Králové pak vystudoval vyšší průmyslovou školu stavební. Se salesiány se setkal jako člen Orla při otvírání salesiánského ústavu v Pardubicích. V letech 1947–1950 pobýval na internátě u salesiánů v Praze-Kobylisích a 14. dubna 1950 zde zažil salesiánskou internaci v rámci Akce K. Již během roku 1950 se však také podařilo zorganizovat a zahájit tajné studium teologie pro zájemce o kněžství a salesiánský život, do kterého se zapojil. Po ukončení studia na stavební fakultě v roce 1952 nastoupil do Centroprojektu ve Zlíně a po půl roce na vojenskou službu k ženistům v Litoměřicích. Už na vojně se jen tak tak vyhnul vězení. Dne 18. července 1954 složil soukromý slib věrnosti sv. Donu Boskovi.

### Vězení
Své kontakty v rámci salesiánského hnutí však stále udržoval a tak neušel pozornosti státním komunistickým orgánům a 15. března 1955 byl ve Zlíně zatčen Státní bezpečností. Po třech měsících vyšetřování s tvrdým psychickým a fyzickým týráním byl spolu s několika dalšími odsouzen 18. října 1955 Vyšším vojenským soudem v Praze za „velezradu a rozkrádání národního majetku“ k 12 letům odnětí svobody. Důvodem bylo to, že se v roce 1951 údajně podílel na přípravách k vytvoření ilegální Křesťansko-demokratické strany. Rozkrádáním pak bylo to, že měl odcizit 12 náloží tritolu, které chtěl (u rodičů) použít k trhání pařezů. Vojenský soud případ projednával proto, že v době spáchání trestné činnosti byl vojákem základní služby. Po půl roce mu pro nejasnost důkazů dva roky odpustili. Dobu vyšetřování i výkonu trestu prožil ve věznicích v Pardubicích, na Ruzyni a Pankráci, ve Valdicích-Kartouzích, v Borech u Plzně a v Příbrami-Bytízi. Vlastní otec mu zemřel v roce 1956. V únoru 1960 mu na Pankráci zjistili tuberkulózu, ale nijak ji neléčili. V roce 1960 byl propuštěn na amnestii. Po propuštění mu bylo povoleno pouze domácí léčení, nemocenskou dostával jen rok, pak byl odkázán na pomoc bratra, který se také po šesti letech vrátil z vězení. K jeho rehabilitaci, a to pouze částečné, však došlo až v roce 1994. Po propuštění na svobodu pracoval od listopadu 1961 v Praze jako pomocný dělník a tajně studoval teologii.

### Zasvěcený život
Dne 4. září 1962 složil u salesiánů první řeholní slib a 31. května 1965 slib trvalý. Dne 6. ledna 1968 byl tajně vysvěcen v NDR na jáhna drážďanským biskupem Gerhardem Schaffranem v kryptě katedrály ve východoněmeckém Zhořelci spolu s Václavem Komárkem. O den později přijali oba kněžské svěcení. V letech 1968–1972 byl členem saleziánské komunity v Ústí nad Labem-Trmicích. Od Velikonoc 1969 začal vedle svého zaměstnání v OPBH v Praze působit jako výpomocný duchovní v Ústí nad Labem-Trmicích a Předlicích. Primici v rodišti v Horní Rovni měl teprve 5. října 1969. Tehdy se jeho matka konečně dověděla, že je knězem. Posléze mu byl odebrán státní souhlas k výkonu duchovenské činnosti, ale v roce 1974 jej získal zpět. Nadále však byl sledován Státní bezpečností. Od konce září 1974 do roku 1996 působil jako farář a vikář ve Šluknově a spravoval kostely farností Království, Rožany, Císařství, Hraběcí, Panský a Kunratice; sloužil v šluknovském domově důchodců a denně u sester satmarek (Milosrdné sestry sv. Vincenta). Následně se stal členem salesiánské komunity v pražských Kobylisích. V roce 1993 obdržel čestné občanství města Šluknov. Kromě toho jezdil na salesiánské prázdninové chaloupky s Járou Lankem a představeného Domina Františka Míšu vozil na návštěvy spolubratří po celém Československu. Při jedné takové cestě 24. dubna 1996 u Zlatých Moravců havaroval. Po autonehodě se přestěhoval do salesiánské komunity v Praze-Kobylisích.

### Závěr života
Od března 2017 byl v Charitním domově ve Staré Boleslavi. Několikrát byl hospitalizován v Nemocnici pod Petřínem. Ve Staré Boleslavi prožil pokojný a radostný advent, plný elánu oslavil 88. narozeniny a Vánoce. V úterý 27. prosince 2017 musel být kvůli vážným problémům s dýcháním odvezen na JIP do nemocnice v Brandýse nad Labem, kde téhož dne večer, po odpoledním udělení svátosti nemocných, zemřel.